# 沃堯

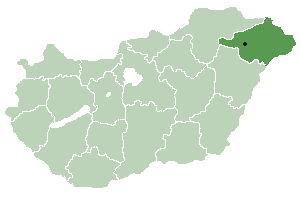

沃堯是匈牙利的城鎮，位於該國東北部，由索博爾奇-索特馬爾-貝拉格州負責管轄，面積28.61平方公里，2011年人口3,566，其中約七成居民信奉基督教。
48°00′N 22°10′E / 48.000°N 22.167°E